# Pedro Florimón
Pedro Alexander Florimón Junior (né le 10 décembre 1986 à La Romana, République dominicaine) est un ancien joueur d'arrêt-court des Ligues majeures de baseball.

## Carrière

### Orioles de Baltimore
Pedro Florimón signe son premier contrat professionnel en 2004 avec les Orioles de Baltimore. Il fait ses débuts dans le baseball majeur avec eux le 10 septembre 2011. Il frappe son premier coup sûr dans les majeures à son quatrième et dernier match de la saison 2011 pour les Orioles, le 25 septembre face au lanceur Brad Penny des Tigers de Détroit.

### Twins du Minnesota
Le 5 décembre 2011, Florimón est réclamé au ballottage par les Twins du Minnesota.
Il frappe son premier coup de circuit dans le baseball majeur le 24 septembre 2012 aux dépens du lanceur Cory Wade des Yankees de New York. Il termine la saison 2012 avec un circuit, 10 points produits et une moyenne au bâton de ,219 en 43 matchs pour les Twins.
En 33 matchs des Twins en 2014, il ne frappe que 7 coups sûrs pour une moyenne au bâton de ,092.

### Pirates de Pittsburgh
Le 18 septembre 2014, il est réclamé au ballottage par les Nationals de Washington mais n'a pas la chance de jouer avec l'équipe. Le 20 novembre suivant, c'est au tour des Pirates de Pittsburgh de le réclamer au ballottage